# زیردریایی یو-۴۱۸
زیردریایی یو-۴۱۸ (به انگلیسی: German submarine U-418) یک زیردریایی بود که طول آن ۶۷٫۱ متر (۲۲۰ فوت ۲ اینچ) بود. این زیردریایی در سال ۱۹۴۲ ساخته شد.